# 0001
0001 är den svenska indiegruppen This Is Heads debutalbum, utgivet 4 mars 2010. Skivan mottogs väl. I januari 2011 vann bandet priset i kategorin "Årets pop" på P3 Guld-galan.

## Låtlista
| Nr           | Titel        | Längd |
| ------------ | ------------ | ----- |
| 1.           | 0009         | 4:47  |
| 2.           | 0007         | 3:53  |
| 3.           | 0002         | 4:00  |
| 4.           | 0011         | 3:49  |
| 5.           | 0003         | 10:41 |
| 6.           | 0008         | 4:15  |
| 7.           | 0012         | 5:28  |
| 8.           | 0013         | 4:11  |
| Total längd: | Total längd: | 42:04 |